# Осмонд Езинва
Осмонд Езинва (енгл. Osmond Ezinwa‎; 22. новембар 1971) је бивши нигеријски атлетичар, спринтер најчешће учесник трке на 100 метара. Највише успеха је имао са репрезентативном штафетом Нигерије 4 х 100 м, са којом је освајао медаље на олимпијским играма и светским првенствима.

## Спортска каријера
Његови највећи успеси постигнути су трчањем у штафети. На Олимпијским играма 1992. у Барселони био је члан нигеријске штафете 4 х 100 метара, у саставу Олујемо Кајоде, Чиди Имо, Олападе Аденикен, Дејвидсон Езинва и Осмонд Езинва, која је освојила сребрну медаљу (37,98). Осмонд Езинва је трчао у квалификацијама, али не и уфиналу. У фебруару 1996, био је позитиван на ефедрин, а потом кажњен од ИААФ на три месеца забране такмичења. Након истека казне учествовао је на Олимпијским играма 1996. у Атланти где је нигеријска штафета испала у квалификацијама.
Године 1997. учествује на Светском првенству у Атини у финалу у саставу Олападе Аденикен, Франсис Обиквелу и његов брат близанац Дејвидсон Езинва осваја сребрну медаљу у времену 38,07 иза канадске штафете. У полуфиналу нигеријска штафета у истом саставу поставила је нови континентални рекорд у времену 37,94.
У најбоље резултате Осмонда Езинве у појединачној конкуренцији убрајају се освојена два трећа места на 100 метара: Афричким играма 1995 у Харареу и на ИААФ финалу 1996. у Милану.

## Лични рекорди
- 100 м : 10,05 (+1,50) Милано 7. септембар 1996.
- 200 м : 20,56 (0,00) Сен Дени 2. јун 1997.
- 60 м у дворани: 6,52 Кемниц 23. јануар 1998.